# 旧姆利尼夫卡

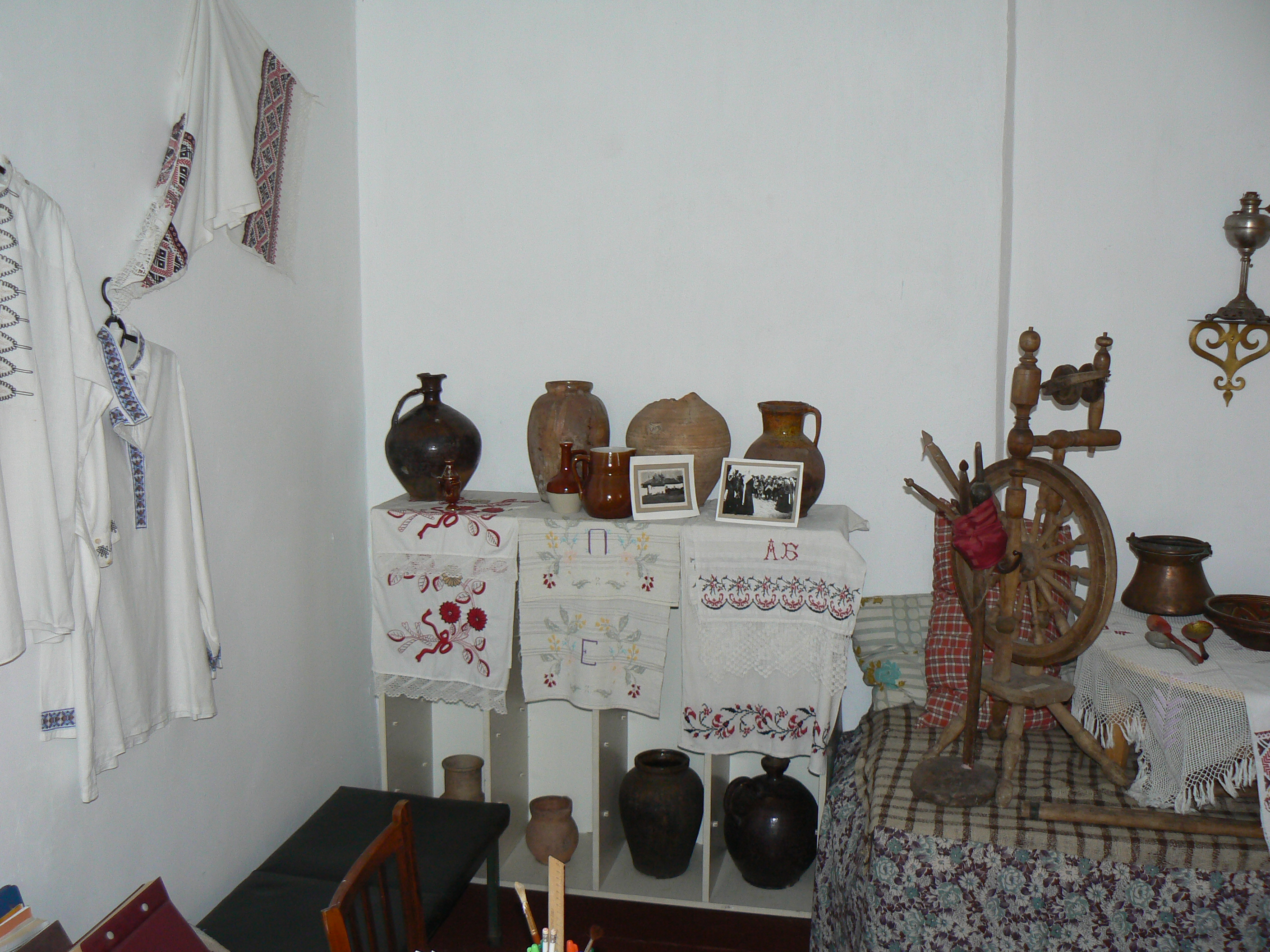

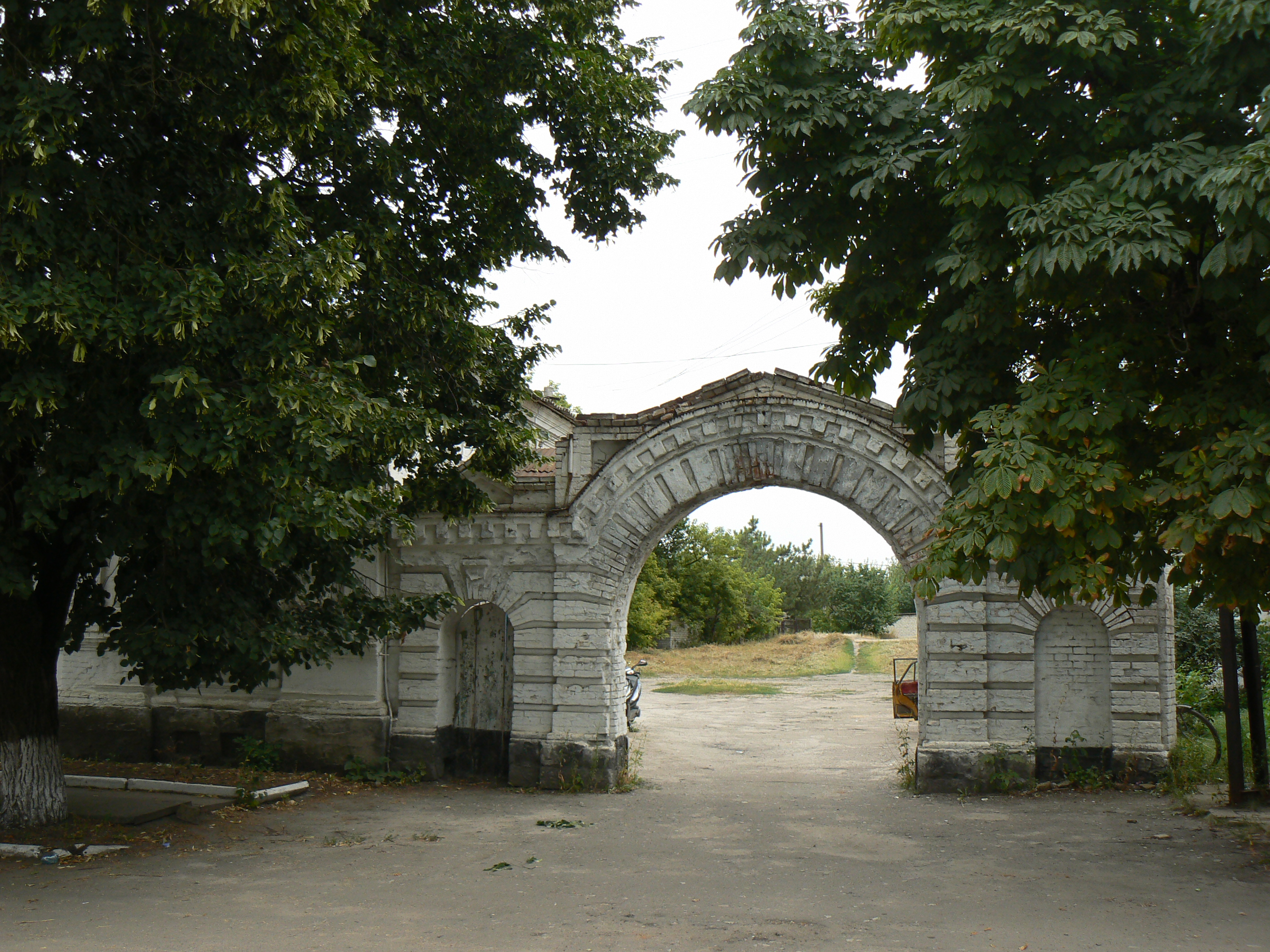

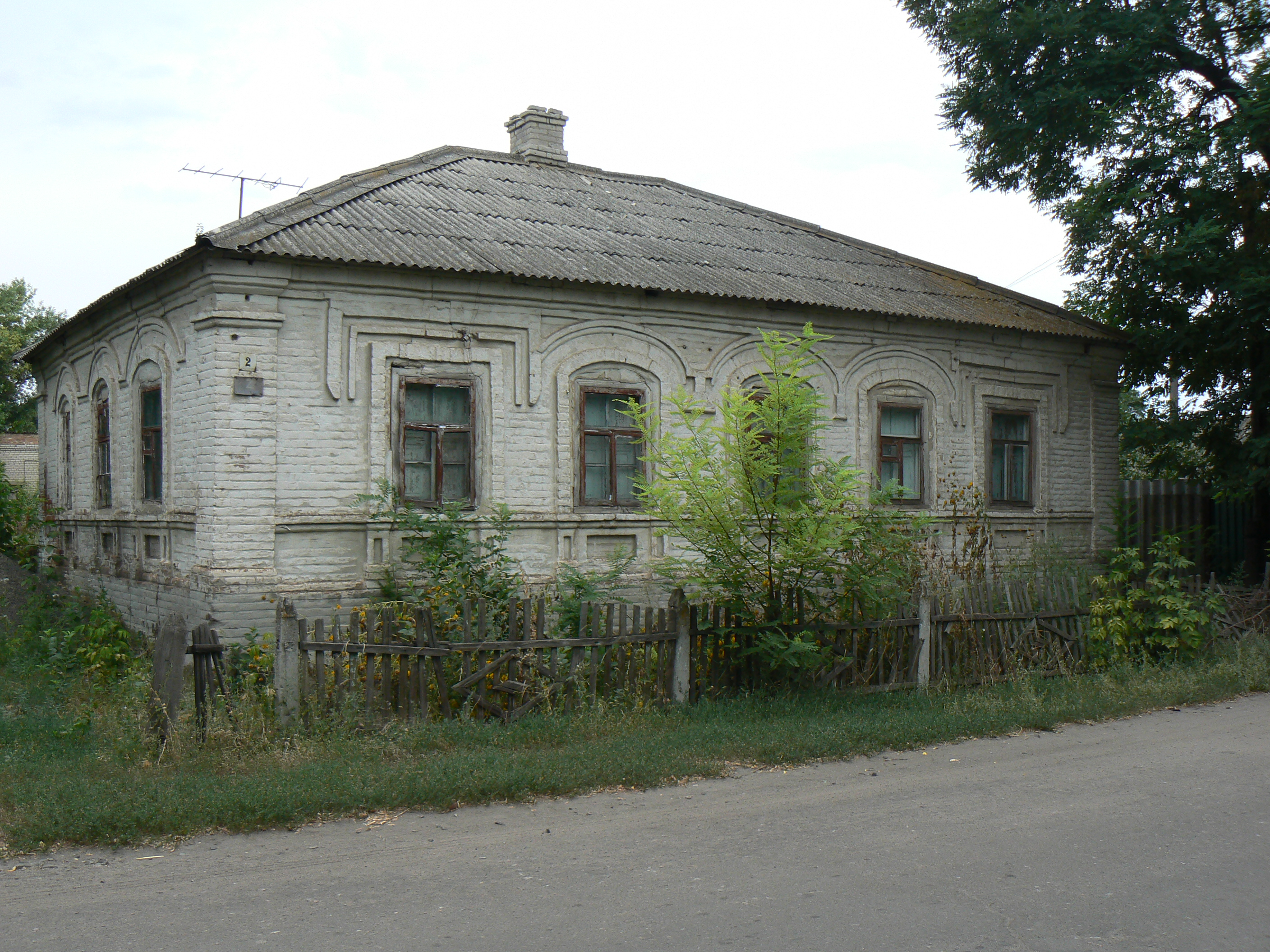

旧姆利尼夫卡（烏克蘭語：Старомлинівка），亦译为旧姆利诺夫卡，是烏克蘭東部頓涅茨克州沃爾諾瓦哈區旧姆利尼夫卡市镇内的村落，及该市镇的行政中心。處於莫克里亞利河畔，距離韦利卡诺沃西尔卡18公里，始建於1779年。